# Saint-Loup-de-Fribois
Saint-Loup-de-Fribois era una comuna francesa situada en el departamento de Calvados, de la región de Normandía, que el 1 de enero de 2017 pasó a ser una comuna delegada de la comuna nueva de Belle-Vie-en-Auge al fusionarse con las comuna de Biéville-Quétiéville.

## Demografía
| Gráfica de evolución demográfica de Saint-Loup-de-Fribois entre 1800 y 2014 |
|                                                                             |

Los datos demográficos contemplados en este gráfico de la comuna de Saint-Loup-de-Fribois se han cogido de 1800 a 1999 de la página francesa EHESS/Cassini, y los demás datos de la página del INSEE.